# Villardebelle
Villardebelle település Franciaországban, Aude megyében. Lakosainak száma 61 fő (2022. január 1.). Villardebelle Belcastel-et-Buc, Bouisse, Caunette-sur-Lauquet, Missègre és Valmigère községekkel határos.

## Népesség
A település népessége az elmúlt években az alábbi módon változott:
| Lakosok száma | 101  | 64   | 61   | 71   | 54   | 50   | 53   | 55   | 56   | 61   |
|               | 1968 | 1982 | 1990 | 2006 | 2013 | 2015 | 2017 | 2019 | 2020 | 2022 |